# Dysdera cornipes
Dysdera cornipes là một loài nhện trong họ Dysderidae.
Loài này thuộc chi Dysdera. Dysdera cornipes được Ferdinand Karsch miêu tả năm 1881.